# Veliciko Velicikov
Veliciko Velicikov (în bulgară Величко Величков; n. 10 aprilie 1934, Pleven, Regatul Bulgariei – d. 27 octombrie 1982) a fost un trăgător de tir ce a reprezentat Bulgaria, medaliat olimpic. A participat la trei ediții a Jocurilor Olimpice (1960, 1964, 1968) în care a câștigat o medalie de argint.